# Dominic Iorfa
Dominic Iorfa (10 de janeiro de 1968) é um ex-futebolista profissional nigeriano que atuava como atacante.

## Carreira
Dominic Iorfa se profissionalizou no BCC Lions.

## Seleção
Dominic Iorfa integrou a Seleção Nigeriana de Futebol na Copa Rei Fahd de 1995, na Arábia Saudita.